# コ・ミヨン
コ・ミヨン（韓国語：고미영、高美英、1967年7月3日 - 2009年7月12日）は、韓国・全羅北道生まれの女性登山家。

## 業績
女性初の8000メートル峰の14山制覇を目指し、2007年には韓国の女性登山家で初めて一シーズンに8000m級3山の登頂に成功した。

## 転落死
2009年7月11日、同じく女性登山家である呉銀善と共に8000m峰11山目となるパキスタンのナンガ・パルバットの登頂に成功。翌日下山途中に通称「ナイフの刃のような稜線」と呼ばれるロープが使用できない6200m付近で転落死した。事故原因は彼女が乱気流に巻き込まれたためと見られている。彼女の遺体は同月16日に救助隊によって5300mの地点で収容された。
その後、2009年9月に地元韓国山岳会から「金のピッケル」賞を受賞した。この賞は2005年に創設された賞であり、韓国登山界における優れた精神を称えるものである。同山岳会のパク・ヨルジュ事務局長は、「故人はヒマラヤの登頂を通じ、チャレンジ精神を見せてくれ、スポーツ・クライミングの活性化に貢献した」と語っている。授賞式は9月15日に、ソウル江南区で催され、姉が代理受賞する事となった。
なお、7月11日に韓国隊と共にナンガ・パルバットに登頂成功したヴォルフガング・ケルプリンガー（Wolfgang Kolblinger）は、同日頂上から転落死している。